# Ingo Schmidt-Lucas
Ingo Schmidt-Lucas (* 1972 in Mainz) ist ein deutscher Tonmeister.

## Leben
Ingo Schmidt-Lucas begann nach dem Abitur seine Ausbildung zum „Ton- und Bildingenieur“ an der Robert Schumann Hochschule / Fachhochschule Düsseldorf mit Hauptfach Klavier. 1999 schloss er das Studium ab.
1994 gründete Schmidt-Lucas das Label Cybele Records für neue und klassische Musik. Ende der 1990er Jahre begann er, sich verstärkt mit Surround-Sound-Produktionen zu beschäftigen; 2000 richtete er sein erstes Surround-Sound-Tonstudio ein.
Im selben Jahr gründete er mit seiner damaligen Frau, der Schauspielerin und Sprecherin Mirjam Wiesemann die Hörbuchreihe Wort&Musik, die seinerzeit weltweit erste SACD-Reihe, in der Hörspiele und Hörbücher ausschließlich in Surround Sound produziert werden.
2011–2022 betrieb er das HighResolution Portal hd-klassik.com.
Schmidt-Lucas hielt Vorträge, Seminare und Workshops in den Bereichen Aufnahmetechnik, Surround Sound und Studioelektronik u. a. am Conservatory for Music and Dance Rotterdam, am Institut für Computermusik und elektronische Medien der Folkwang-Hochschule Essen, am Institut für Medien, Kommunikation und Informationstechnologie (MKI) der Fachhochschule Düsseldorf, am Königlichen Konservatorium Den Haag und im Rahmen der AES Convention sowie der Messen CanJam, HighEnd, klangBilder und Tonmeistertagung.
Seit 2012 unterrichtet er das Fach Aufnahmetechnik im Rahmen seines Lehrauftrags am Institut für Musik und Medien der Robert-Schumann-Hochschule Düsseldorf.
Weiterhin unterrichtet er dort das Wahlmodul Aufnahmetechnik/Musikproduktion für Masterstudenten der Robert-Schumann-Hochschule Düsseldorf.
Seit 2015 unterrichtet er das Fach Musikproduktion an der Hochschule für Musik und Tanz Köln, Abteilung Wuppertal.
2013 beginnt er verstärkt mit der Forschung auf dem Gebiet der 3D-Aufnahmetechnik (binaurale Kunstkopf-Stereofonie) – mit freundlicher Unterstützung der Firma HEAD acoustics GmbH.
2016 wurde eine seiner ersten 3D-Binaural-Produktionen (Johann Georg Linike: Mortorium) mit dem Echo Klassik Sonderpreis in der Kategorie Audiophile Mehrkanaleinspielung des Jahres (Sonderpreis: 3D-Kopfhöreraufnahme) ausgezeichnet; eine Kategorie, die von der ECHO Jury 2016 erstmals vergeben wurde.
Im Mai 2015 Vorstellung der ersten Geräteentwicklung im Bereich Unterhaltungselektronik (hd-klassik „Headphone Optimizer“) – ein analoger Kopfhörerverstärker mit individueller Optimierung – auf der HighEnd Messe in enger Zusammenarbeit mit der Firma rd analog audio. Im Oktober 2015 wird der Headphone Optimizer Preisträger des „German Design Award 2016“.
Er arbeitet mit verschiedenen Rundfunk- und Fernsehfirmen zusammen, u. a. arte, Arthaus, Bayerischer Rundfunk, Deutschlandfunk, DeutschlandRadio Kultur, FAVO Filmproduktion, KRO Radio 4, Norddeutscher Rundfunk, Südwestrundfunk, Tschechischer Rundfunk, Unitel Classica, VPRO Radio 4 und Westdeutscher Rundfunk. Seit 2003 ist er regelmäßig als Tonmeister für den Deutschlandfunk tätig.
Er war bis 2023 mit der Schauspielerin Mirjam Wiesemann verheiratet und hat zwei Kinder.

## Auszeichnungen und Ehrungen
- Deutscher Hörbuchpreis 2011 in der Kategorie „Beste verlegerische Leistung“,[3] Diapason d’or,
- Großer Jahrespreis der deutschen Schallplattenkritik 2017[4]
- Echo Klassik (zweimal in der Kategorie „Surround-Einspielung des Jahres“ sowie in den Kategorien „Klassik für Kinder – Jugend“, „DVD-Video-Produktion des Jahres, Oper“, „Kammermusikeinspielung des Jahres, 17./18. Jahrhundert“ und zweimal „Instrumentalist des Jahres“)
- LEOPOLD Medienpreis „Gute Musik für Kinder“[5]
- MIDEM Classical Award in den Kategorien Recording of the Year und Chormusik[6]